# قلعهغاة (مقاطعة دهغلان)
قلعهغاة (بالفارسية: قلعه گاه) هي قرية تقع في قسم ايلان الشمالي الريفي (مقاطعة دهغلان) في إيران. يقدر عدد سكانها بـ 114 نسمة .